# Levendschaak

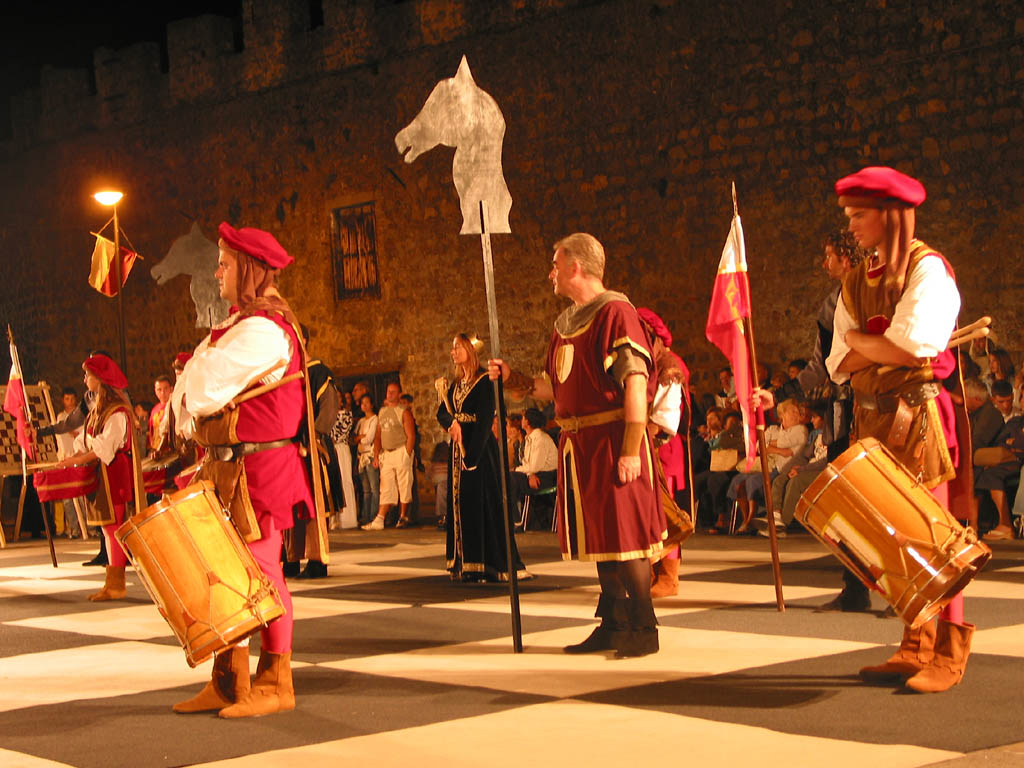
Levend schaak in Monselice (2004)

Levendschaak is een schaakspel waarbij de stukken door mensen worden uitgebeeld, op een schaakbord van grote afmetingen.
Het spel kan gespeeld worden op een vlak terrein dat geschikt is wat betreft grootte zodat 64 schaakvelden uitgemeten en gemarkeerd kunnen worden, met mogelijk extra ruimte voor toeschouwers.
De 64 velden worden voorzien van 32 "figuren": geen schaakstukken, maar verklede personen die ieder een schaakstuk uitbeelden.
De schakers die de partij spelen zoeken een overzichtelijke plaats aan de rand van het "bord" waarvandaan deze ze de "stukken" opdracht geven zich te verplaatsen. Een speelvariant is dat de "schaakstukken" van elk team met elkaar overleggen hoe er wordt gespeeld.